# Apozomus gerlachi
Apozomus gerlachi är en spindeldjursart som beskrevs av Harvey 200. Apozomus gerlachi ingår i släktet Apozomus och familjen Hubbardiidae. Inga underarter finns listade i Catalogue of Life.